# Liste von Persönlichkeiten der Stadt Louisville
Die Liste von Persönlichkeiten der Stadt Louisville enthält Personen, die in Louisville im US-Bundesstaat Kentucky geboren wurden sowie solche, die in Louisville ihren Wirkungskreis hatten, ohne hier geboren zu sein. Beide Abschnitte sind jeweils chronologisch nach dem Geburtsjahr sortiert. Die Liste erhebt keinen Anspruch auf Vollständigkeit.

## In Louisville geborene Persönlichkeiten

### Bis 1900
- Benedict Joseph Flaget PSS (1763–1850), erster römisch-katholischer Bischof von Louisville (1841–1850)
- Richard Mentor Johnson (1780–1850), Politiker und 9. Vizepräsident der Vereinigten Staaten von Amerika
- Lewis F. Linn (1795–1843), Politiker
- Robert Anderson (1805–1871), Offizier
- John Edwards (1805–1894), Politiker
- Charles Anderson (1814–1895), Politiker
- Henry Massey Rector (1816–1899), Politiker und Gouverneur von Arkansas
- John Pope (1822–1892), General
- Thomas James Churchill (1824–1905), Politiker
- Richard Taylor (1826–1879), Politiker und Generalleutnant
- James Fleming Fagan (1828–1893),  Politiker und Generalmajor
- George Blake Cosby (1830–1909), Brigadegeneral
- Bertha Honoré Palmer (1849–1918), Unternehmerin, Philanthropin und Mäzenin
- Louis Brandeis (1856–1941), Jurist
- Elizabeth Robins (1862–1952), Schauspielerin, Schriftstellerin und Frauenrechtlerin
- Oscar Underwood (1862–1929), Politiker
- T. Coleman du Pont (1863–1930), Geschäftsmann und Politiker
- Simon Flexner (1863–1946), Mediziner
- Ogden Hammond (1869–1956), Kommunalpolitiker
- Enid Yandell (1869–1934), Bildhauerin
- Frank W. Hunt (1871–1906), Politiker
- William Marshall Bullitt (1873–1957), Jurist
- George Breed (1876–1956), Fechter
- Walter Ufer (1876–1936), Maler
- Josephine McGill (1877–1919), Komponistin und Musikhistorikerin
- Edwin Franko Goldman (1878–1956), Komponist, Dirigent und Kornettist
- J. Warren Kerrigan (1879–1947), Stummfilmschauspieler
- Tod Browning (1882–1962), Filmregisseur
- Sara Martin (1884–1955), Blues- und Vaudeville-Sängerin
- Ollie Powers (1886–1928), Jazzmusiker
- Anthony Coldeway (1887–1963), Drehbuchautor
- William G. Weaver (1888–1970), Generalmajor der United States Army
- Tom London (1889–1963), Schauspieler mit den angeblich meisten Filmauftritten
- Buddy Burton (1890–1976), Blues- und Jazzmusiker
- Broadus Farmer (1890–1959), kanadischer Geiger und Musikpädagoge
- Doc Cook (1891–1958), Bigband-Leader und Arrangeur
- Billy Gilbert (1894–1971), Comedian und Schauspieler
- Hunt Stromberg (1894–1968), Filmproduzent
- Marion Sunshine (1894–1963), Schauspielerin, Songwriterin und Komponistin
- Joseph Seamon Cotter Jr. (1895–1919), Schriftsteller, Dramatiker und Dichter
- Maurine Dallas Watkins (1896–1969), Reporterin und Drehbuchautorin
- Edith Wilson (1896–1981), Sängerin
- Mona von Bismarck, geboren als Mona Travis Strader (1897–1983), Philanthropin
- Sylvester Weaver (1897–1960), Bluesgitarrist und Pionier des Country Blues
- Irene Dunne (1898–1990), Theater- und Filmschauspielerin
- George Mitchell (1899–1972), Kornettist und Trompeter des Hot Jazz
- Charles H. Parrish Jr. (1899–1989), Soziologe
- Jimmy Harrison (1900–1931), Jazz-Posaunist und Sänger des Swing

### 1901 bis 1920
- Jimmy Blythe (1901–1931), Jazz- und Boogie-Pianist
- John Bubbles (1902–1986), Stepptänzer, Sänger und Schauspieler
- Stanley G. Weinbaum (1902–1935), Science-Fiction-Autor
- Thomas D. Clark (1903–2005), Historiker
- Buck Washington (1903–1955), Jazz-Pianist, Sänger und Tänzer
- Louis Bacon (1904–1967), Jazz-Trompeter und Sänger des Swing
- Thruston Ballard Morton (1907–1982), Politiker
- Bill Beason (1908–1988), Jazz-Schlagzeuger des Swing
- Lionel Hampton (1908–2002), Jazzmusiker
- Jonah Jones (1908–2000), Jazz-Trompeter des Swing
- Lannie Scott (* 1908), US-amerikanischer Boogie-Woogie- und Jazz-Pianist
- James B. Pritchard (1909–1997), Archäologe und Religionswissenschaftler
- Lou Busch (1910–1979), Musiker, Songwriter und Produzent
- George Devol (1912–2011), Erfinder
- Thomas Harvey (1912–2007), Neurologe und Dieb des Gehirns Albert Einsteins
- Charles Garrett Maloney (1912–2006), römisch-katholischer Geistlicher, Weihbischof in Louisville
- Herman Felhoelter (1913–1950), Priester
- Rupert Hillerich (1913–1969), römisch-katholischer Ordensgeistlicher, Apostolischer Präfekt von Solwezi
- Helen Humes (1913–1981), Jazz- und Blues-Sängerin
- Victor Mature (1913–1999), Schauspieler
- Daniel Taradash (1913–2003), Drehbuchautor und Filmregisseur
- James G. Baker (1914–2005), System-Entwickler
- Rogers Morton (1914–1979), Politiker
- Al Casey (1915–2005), Jazzmusiker
- Charles Mengel Allen (1916–2000), Bundesrichter
- Alvin Colt (1916–2008), Kostümbildner
- Charles A. Hufnagel (1916–1989), Chirurg, Erfinder der künstlichen Herzklappe
- Albert Seay (1916–1984), Musikwissenschaftler
- Elmer H. Almquist (1919–2005), Generalleutnant der United States Army
- William Conrad (1920–1994), Schauspieler

### 1921 bis 1940
- Leon Bibb (1922–2015), Folk-Sänger und Schauspieler
- Marshall Allen (* 1924), Altsaxophonist
- Anne Braden (1924–2006), Bürgerrechtlerin
- Mickey Baker (1925–2012), Blues- und Jazz-Gitarrist
- Sarah McLawler (1926–2017), Jazz- und Rhythm-and-Blues-Pianistin, Organistin und Sängerin
- Jimmy Raney (1927–1995), Gitarrist des Modern Jazz
- Bobby Jones (1928–1980), Musiker
- Harvey Fuqua (1929–2010), Doo-Wop-Sänger und Rhythm-and-Blues-Produzent
- Kinnaird R. McKee (1929–2013), Admiral der United States Navy
- Frank O’Bannon (1930–2003), Politiker
- Romano L. Mazzoli (1932–2022), Jurist und Politiker
- Lynn Noe (1933–2015), Schauspielerin
- Johnny Hammond Smith (1933–1997), Jazzmusiker und -komponist
- Rahn Burton (1934–2013), Jazzpianist
- John Wright (1934–2017), Jazzpianist
- Paul Hornung (1935–2020), American-Football-Spieler
- Garland E. Allen (1936–2023), Wissenschaftshistoriker der Biologie
- Gene Dinwiddie (1936–2002), Blues-Saxophonist
- Mary Travers (1936–2009), Folksängerin und Singer-Songwriterin
- Ned Beatty (1937–2021), Schauspieler
- Hunter S. Thompson (1937–2005), Schriftsteller und Reportage-Journalist
- Julia Carson (1938–2007), Politikerin
- Robert Burckel (1939–2023), Mathematiker und Hochschullehrer
- George Whitesides (* 1939), Chemiker
- Odell Brown (1940–2011), Jazzmusiker, Arrangeur und Songwriter
- Jimmy Ellis (1940–2014), Boxer
- Sue Grafton (1940–2017), Krimi-Schriftstellerin

### 1941 bis 1960
- Tommy Kirk (1941–2021), Schauspieler und Geschäftsmann
- Muhammad Ali (1942–2016), Boxer, Weltmeister
- Paul Garon (1942–2022), Autor, Herausgeber und Bluesforscher
- Bruce Haynes (1942–2011), Oboist und Musikwissenschaftler
- Jeremy B. C. Jackson (* 1942), Paläontologe, Ökologe und Meeresbiologe
- William L. Kruer (* 1942), Physiker
- Frank DeMay McConnell (1942–1999), Film- und Literaturwissenschaftler
- Robert William Muench (* 1942), römisch-katholischer Bischof von Baton Rouge
- Abigail A. Salyers (1942–2013), Physikerin, Mikrobiologin und Hochschullehrerin
- Ruby Winters (1942–2016), R&B- und Soulsängerin
- Bob Buckley (* 1943), Science-Fiction-Autor
- Harold Poole (1943–2014), Bodybuilder
- Don Francisco (* 1946), Sänger und Komponist
- Don Gummer (* 1946), Bildhauer
- Bernard Ray Hawke (1946–2015), Astronom
- Rudy Rucker (* 1946), Mathematiker, Informatiker, Science-Fiction-Autor und Philosoph
- Wes Unseld (1946–2020), Basketballspieler
- Pat Brady (* 1947), Comiczeichner
- J. Richard Gott (* 1947), theoretischer Physiker und Astrophysiker
- Marsha Norman (* 1947), Schriftstellerin und Drehbuchautorin
- David Schmoeller (* 1947), Filmregisseur und Drehbuchautor
- Terry Adams (* 1948), Fusionmusiker
- Telma Hopkins (* 1948), Sängerin und Schauspielerin
- Vonda N. McIntyre (1948–2019), Science-Fiction-Schriftstellerin
- Paul Wagner (* 1948), Filmregisseur, Filmproduzent, Drehbuchautor und Filmeditor
- Bub Asman (* 1949), Tongestalter und Filmeditor
- Laura duPont (1949–2002), Tennisspielerin
- Alanna Nash (* 1950), Journalistin und Sachbuchautorin
- Danny Sullivan (* 1950), Autorennfahrer
- Dolores French (* 1951), Prostituierte und Frauenrechtlerin
- Don Rosa (* 1951), Comictexter und -zeichner
- Gus Van Sant (* 1952), Filmregisseur, Produzent, Fotograf und Musiker
- J. Smith-Cameron (* 1957), Schauspielerin
- John Goldsby (* 1958), Jazz-Bassist
- Darrell Griffith (* 1958), Basketballspieler
- Guy Kemper (* 1958), bildender Künstler
- Greg Page (1958–2009), Boxer
- David Blatt (* 1959), Basketballtrainer
- Joe Jacoby (* 1959), Footballspieler
- Sean Young (* 1959), Schauspielerin
- Lance Burton (* 1960), Zauberkünstler
- Mark Thomas Miller (* 1960), Schauspieler
- Gary Sullivan (* 1960), Software-Entwickler

### 1961 bis 1980
- James E. Cornette (* 1961), Manager, Kommentator, Promoter und Booker im Wrestling
- Charles Coleman Thompson (* 1961), römisch-katholischer Geistlicher, Erzbischof von Indianapolis
- James Kottak (1962–2024), Musiker
- Kurt McKinney (* 1962), Schauspieler
- Mary T. Meagher (* 1964), Schwimmerin
- Charles Beckman (* 1965), Tennisspieler
- Stephen Gaghan (* 1965), Drehbuchautor und Filmregisseur
- William Mapother (* 1965), Schauspieler
- John Medeski (* 1965), Organist, Keyboarder und Komponist
- Lucy Tyler-Sharman (* 1965), australische Bahnradsportlerin
- Robert Bingham (1966–1999), Schriftsteller und Journalist
- Traci Lind (* 1968), Schauspielerin und Produzentin
- Clark Adams (1969–2007), Bürgerrechtler
- Leigh Ann Fetter (* 1969), Schwimmerin
- Will Oldham (* 1970), Songwriter und Musiker
- Adam Davies (* 1971), Schriftsteller
- Allan Houston (* 1971), Basketballspieler
- John van Buskirk (* 1972), Fußballspieler und -trainer
- Dotsie Bausch (* 1973), Radrennfahrerin
- Larry Birkhead (* 1973), Fotojournalist
- Derek Anderson (* 1974), Basketballspieler
- Stephen Garrett (1974–2008), Hip-Hop- und Contemporary-R&B-Produzent, Rapper und Sänger
- Peter Gilbert (* 1975), Komponist und Musikpädagoge
- Richard Lambourne (* 1975), Volleyballspieler
- Wes Ramsey (* 1977), Schauspieler
- Bradford Young (* 1977), Kameramann
- Zayde Wolf, bürgerlich Dustin Burnett (* 1977), Singer-Songwriter und Musikproduzent
- Joshua Paul Dallas (* 1978), Schauspieler
- Jennifer Carpenter (* 1979), Schauspielerin
- Audrey Hollander (* 1979), Pornodarstellerin
- Brad Linde (* 1979), Jazzmusiker
- John Scott Wells (* 1979 oder 1980), Schauspieler und Model
- Maggie Lawson (* 1980), Schauspielerin

### Ab 1981
- Ashley Eckstein (* 1981), Filmschauspielerin und Synchronsprecherin
- Desi Lydic (* 1981), Schauspielerin
- Iman Crosson (* 1982), Webvideoproduzent, Imitator und Schauspieler
- Jessica Dawley (* 1983), Pokerspielerin
- A. J. Foyt IV (* 1984), Autorennfahrer
- Caroline Burckle (* 1986), Schwimmerin
- Chris Coy (* 1986), Schauspieler
- Rajon Rondo (* 1986), Basketballspieler
- J. R. Bohannon (* 1987), Fingerstyle-Gitarrist
- Charley Chase (* 1987), Pornodarstellerin
- Jennifer Lawrence (* 1990), Schauspielerin
- Libby Stout (* 1990), Fußballtorhüterin
- John Edwards (* 1991), Rennfahrer
- Chad Eveslage (* 1991), Pokerspieler
- Alexandria Mills (* 1992), Schönheitskönigin und Model
- Ronnie Baker (* 1993), Sprinter
- Keelan Cole (* 1993), American-Football-Spieler
- Bryson Tiller (* 1993), Sänger und Rapper
- Derek Willis (* 1995), Basketballspieler
- D’Angelo Russell (* 1996), Basketballspieler
- Jackman Thomas Harlow (* 1998),  Rapper, Singer and Songwriter
- Brooke Forde (* 1999), Schwimmerin
- Yared Nuguse (* 1999), Mittelstreckenläufer
- Jacob Abel (* 2001), Automobilrennfahrer
- Amber Patiño (* 2001), Schauspielerin und Sängerin

## Berühmte Einwohner von Louisville
- Frederick Weygold (1870–1941), Künstler und Wissenschaftler
- Mitchell Ryan (1934–2022), Schauspieler
- Wendell Cherry (1935–1991), Rechtsanwalt, Unternehmer, Kunstsammler und Mäzen
- Karen Grassle (* 1942), Schauspielerin
- Rachel Komisarz (* 1976), Schwimmerin
- Memphis Monroe (* 1985), Pornodarstellerin